# بني مجمل (الحيمة الخارجية)

تعديل مصدري - تعديل

بني مجمل هي إحدى قرى عزلة المخلاف بمديرية الحيمة الخارجية التابعة لمحافظة صنعاء، بلغ تعداد سكانها 109 نسمة حسب تعداد اليمن لعام 2004.